# 不可區分混淆
不可區分混淆（英語：Indistinguishability obfuscation，常作iO:1），是一種形式化定義了程式混淆的密碼原語。白話地說，混淆隱藏了程式的內部實現，但用戶仍可運行它。

## 候選構造
最早基於具體困難性假設，可證安全的候選構造在2013年提出。該假設和多线性映射有關，但後來該假設被推翻了。
一系列後續工作試圖將iO基於更標準的假設。賈殷（Jain）、林和薩海於2020年出版的研究將iO建基於XDH假設、LWE假設和LPN假設。此外，該構造還需要NC0實現的超線性延展的伪随机数生成器。直至2006，即使只考慮亞線性延展的NC0偽隨機數生成器，其存在性一直是未解問題。

## 可能應用場合
若不可區分混淆器存在，它們可用於海量的密碼學構造裡。具體地說，不可區分混淆器可用於以下的場合：
- 公钥密码学（以及其IND-CCA（英语：IND-CCA）—安全版本)[6]
- 短数字签名[6]
- IND-CCA（英语：IND-CCA）—安全的密鑰封裝（英语：Key encapsulation）方案[6]
- 完美零知識的非交互零知識證明（英语：Non-interactive zero-knowledge proof）和簡賅的非交互論證（即證明方計算能力有限（英语：Computationally bounded adversary）的證明）[6]
- 常數輪交互並行的零知識協議[1]
- 有限多項式次數的多重線性映射 (密碼學)（英语：Cryptographic multilinear map）[1]
- 單射陷門函數[6]
- 全同态加密[1]
- 見證加密[1]
- 任何單調NP語言的秘密分享[1]
- 半誠實不经意传输[6]
- 抵賴加密（不論是發送者抵賴還是完全抵賴）[6][1]
- 多方，非交互密钥交换[1]
- 適應性安全簡賅的亂碼（Garbled）RAM[1]
- RAM模型任意程式的不可區分混淆[1]
- 關係難尋（Correlation intractible)函數[1]
- 屬性加密[1]
- PPAD（英语：PPAD (complexity)）困難性。[1]

不過，iO不是萬能的：例如，甚至在假設陷門排列的情況下，都無法通過黑盒構造由iO構造出抗撞的密碼雜湊函數，除非允許指數級的安全性損失。